# Vlado Valenčič
Vlado Valenčič, slovenski pravnik, ekonomist, arhivist in zgodovinar, * 26. november 1903, Trnovo (danes del Ilirske Bistrice), † 7. december 1999, Ljubljana.

## Življenjepis
Gimnazijo je obiskoval v Voloskem - Opatiji in v Ljubljani ter nato študiral na Pravni in državnoznanstveni fakulteti Univerze v Zürichu, kjer je leta 1926 diplomiral in nato tam tudi promoviral za doktorja narodnega gospodarstva.
Sprva je deloval kot ekonomist, bančnik in komercialist, dokler se ni leta 1950 zaposlil v Mestnem arhivu ljubljanskem, današnjem Zgodovinskem arhivu Ljubljane. Leta 1974 se je upokojil kot vodja enote arhiva za ljubljansko arhivsko gradivo.

## Dela
- Valenčič, Vlado. (1938). Cena agrarnih pridelkov in agrarna politika. (COBISS)
- Valenčič, Vlado. (1954). Petdeset let mlekarstva na Vrhniki : ob jubileju ustanovitve mlekarske zadruge 1904-1954. Na Vrhniki : Zadružna mlekarna. (COBISS)
- Valenčič, Vlado. (1956). Od zadružne mlekarne do mlekarske in poljedelske industrije. (COBISS)
- Valenčič, Vlado. (1957). Sladkorna industrija v Ljubljani. Ljubljana: "Kronika". (COBISS)
- Valenčič, Vlado. (1958). Agrarno gospodarstvo Ljubljane do zemljiške odveze. Ljubljana : Mestni arhiv. (COBISS)
- Valenčič, Vlado. (1977). Žitna trgovina na Kranjskem in ljubljanske žitne cene od srede 17. stoletja do prve svetovne vojne. Ljubljana : Slovenska akademija znanosti in umetnosti. (COBISS)
- Vilfan, S., Otorepec, B. in Valenčič, Vlado. (1986). Ljubljanski trgovski knjigi iz prve polovice 16. stoletja. Ljubljana: Slovenska akademija znanosti in umetnosti. (COBISS)
- Valenčič, Vlado. (1989). Zgodovina ljubljanskih uličnih imen. Ljubljana: Zgodovinski arhiv. (COBISS)
- Valenčič, Vlado. (1992). Židje v preteklosti Ljubljane. Ljubljana : Park. (COBISS)